# (6425) 1994 WZ3
(6425) 1994 WZ3 (1994 WZ3, 1952 HY2) — астероїд головного поясу, відкритий 28 листопада 1994 року.
Тіссеранів параметр щодо Юпітера — 3,364.